# 崎山一葉
崎山 一葉（さきやま かずは、1984年2月27日 - ）は日本の女優・タレント。身長164cm。血液型はA型。動物占いはペガサス。
沖縄県那覇市出身。私立興南高等学校卒。沖縄キリスト教短期大学卒。オフィス・リゾム 所属。
2011年6月にアキヤマ・オフィスを退社。その後、東京から沖縄へ活動拠点を移し、同月に「2011ミス沖縄 クリーングリーングレイシャス」に就任。（任期は同年8月1日から）　例年1年の任期だがこの年のみ1年5ヶ月となり、2012ミス沖縄として2012年12月31日まで任期を務めた。韓国語が話せるため沖縄で開催された「World Music Festival in Okinawa」ではミス沖縄としてMCを務め、韓国語でアーティストと会話するなど沖縄を中心にモデル、レポーター、女優として活躍するマルチタレント。
- 沖縄県環境エネルギー研究開発機構非常勤研究員
- 沖縄修学旅行アドバイザー

## 出演

### テレビ
- 女優魂（2005年9月27日放送、中京テレビ放送）
- イグザンプラーテレビ（テレビ神奈川）
- イグザンプラードラマ（テレビ神奈川）
- クイズ王最強決定戦〜THE OPEN〜（フジテレビTWO|フジテレビ721）
- KUNOICHI（TBSテレビ）レポーター
- SASUKE（TBSテレビ）レポーター
- スポーツマンNO.1決定戦 (TBSテレビ)レポーター
- クイズ!ヘキサゴンII（フジテレビ）海外レポーター、アシスタント（ - 2007年9月〜2011年6月）
- 最強格闘技・戦極G!（テレビ東京）レポーター
- メントレG (フジテレビ) アシスタント
- 5LDK（フジテレビ・2010年4月8日）アシスタント
- World music festival in Okinawa(SBS、スカパー) MCアシスタント
- うまんちゅひろば (QAB・OTV)MC- 2013年〜
- ウィン♪ウィン♪ (沖縄テレビ放送) コーナーレギュラー（2013年～2015年3月）
- くらしと経済 (沖縄テレビ放送) ナビゲーター（2015年10月～2016年9月）
- ジョブ魂TV MC (2017年）
- CINEMA PARADISO (琉球朝日放送)
- ウィン♪ウィン♪ (沖縄テレビ放送) MC（2015年4月～現在）
- Jリーグ・FC琉球ホームゲーム中継（DAZN） - レポーター

### テレビドラマ
- 琉球トラウマナイト リアルストーリー2017
- 琉球トラウマナイト レジェンド2019
- 安全+第一 大知マン（沖縄テレビ放送）　原向麗子役（2020年1月〜3月）
- 孤独のグルメ2023大晦日SP 井之頭五郎、南へ逃避行『探さないでください。』（2023年12月31日、テレビ東京 ） - マイハウス・ママ 役

### 映画
- 神人-kaminchu- 朝子役
- いきなり先生になった僕が彼女に恋をした ユリ役

### CM
- かりゆしビーチリゾート&オーシャンスパTVCM
- かりゆしビーチリゾート&オーシャンスパ EXES  webCM
- やずや
- 沖縄県国保連合会
- 沖縄ファミリーマート
- サンクス沖縄
- lnterContinental Hotel - MANZA beach resort

### ラジオ
- レッズ・パワー・オブ・タウン（FM浦和） - 金曜日アシスタント(2009)

### 雑誌
- MANZA 季刊誌/コラム
- オキナワグラフ 2017年1月号
- musu-b 表紙/コラム
- ヨガウェア kureha

### イベント
- 豊見城警察署 1日警察署長（2017年4月）
- 琉球アジアコレクション2017 MC
- RED CARPET AWARD2018 沖縄県代表